# キンダー・モルガン

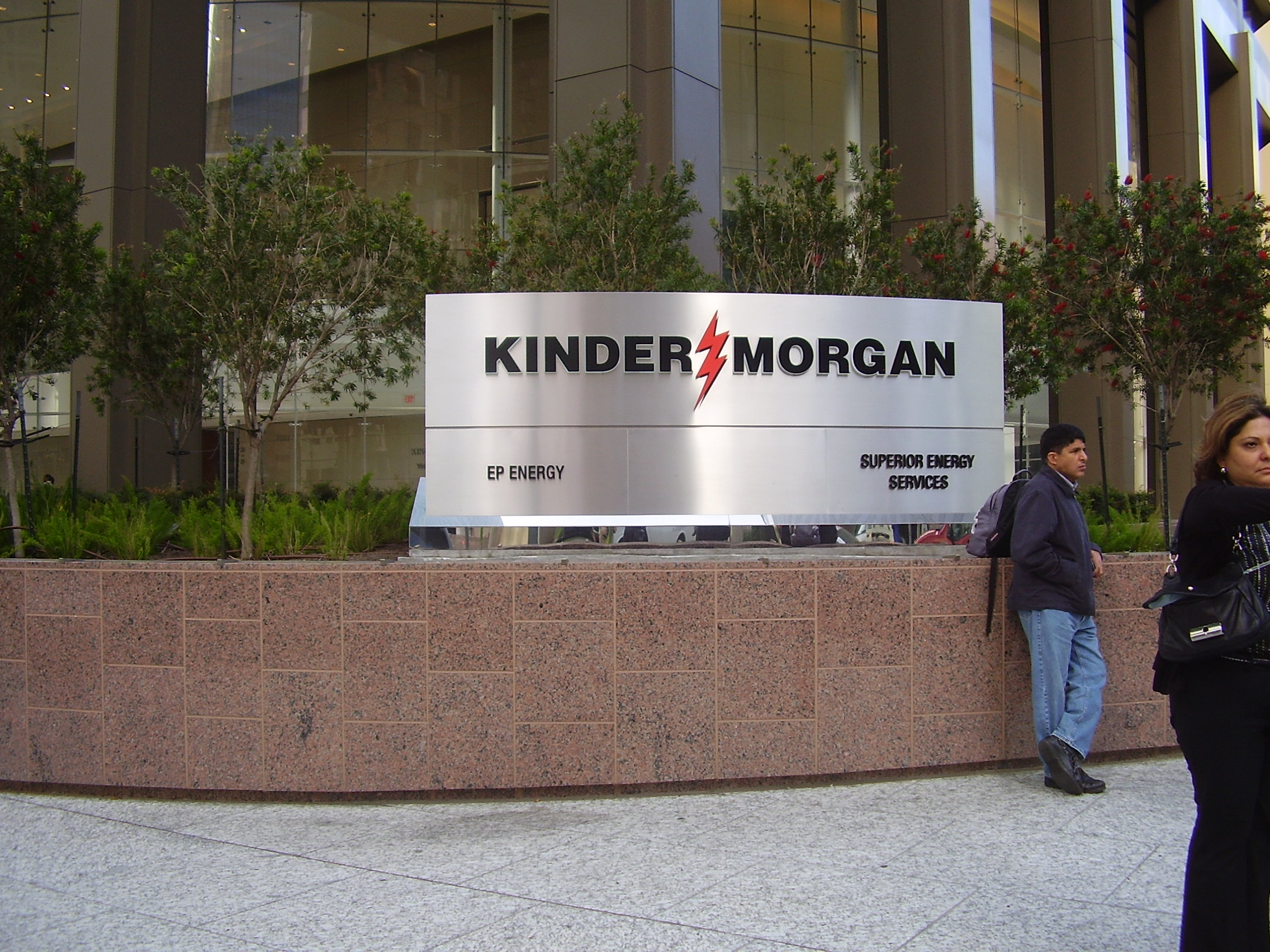
ヒューストンの本社

キンダー・モルガン（英: Kinder Morgan, Inc.）は、石油・天然ガスを中心とするパイプラインおよび貯蔵施設を保有し、エネルギー中流事業を行っているアメリカ合衆国の株式会社。テキサス州・ヒューストンに本拠を置く。ニューヨーク証券取引所上場企業（NYSE: KMI）。

## 沿革
1997年、リチャード・キンダー（Richard D. Kinder）とウィリアム・モルガン（William V. Morgan）の率いる投資家グループが、エンロンの保有していたパイプラインを買収し、Kinder Morgan Energy Partnersを設立したことに始まる。キンダーとモルガンのビジョンは、税制上の利点を持つマスター・リミテッド・パートナーシップ（MLP）によるエネルギー会社にあり、石油や天然ガス、二酸化炭素のパイプラインやターミナルの資産購入と共に、投資事業体の形成を目的とする企業買収を重ねた。1999年にコロラド州を拠点とするKN Energy Inc.を買収・併合したことで、シカゴ都市圏へ通じるパイプライン網を獲得、2005年8月、カナダ・バンクーバーを拠点とするTerasen Inc.を買収し、アサバスカ地域のオイルサンドに通じるトランス・マウンテン・パイプラインを獲得した。
2010年代にはシェール革命の進展に伴う事業拡大を志向し、2012年5月、エル・パソ（El Paso Corporation）の買収を完了、2013年1月、天然ガスパイプライン事業者のコパノ・エナジー（Copano Energy）の買収を完了する一方、関係が複雑となったマスター・リミテッド・パートナーシップの見直しを発表、またトランス・マウンテン・パイプラインの拡張計画への環境対策が不十分としてカナダで起こった反対運動を背景に、2018年同パイプラインをカナダ政府に売却することで合意した。
キンダー・モルガンは現在、アメリカ南部を拠点に、アメリカ本土各地を網羅する石油・天然ガスのパイプライン及び貯蔵施設を保有しており、また二酸化炭素のパイプラインをニューメキシコ州周辺に保有している。